# Reichspflege Wörth

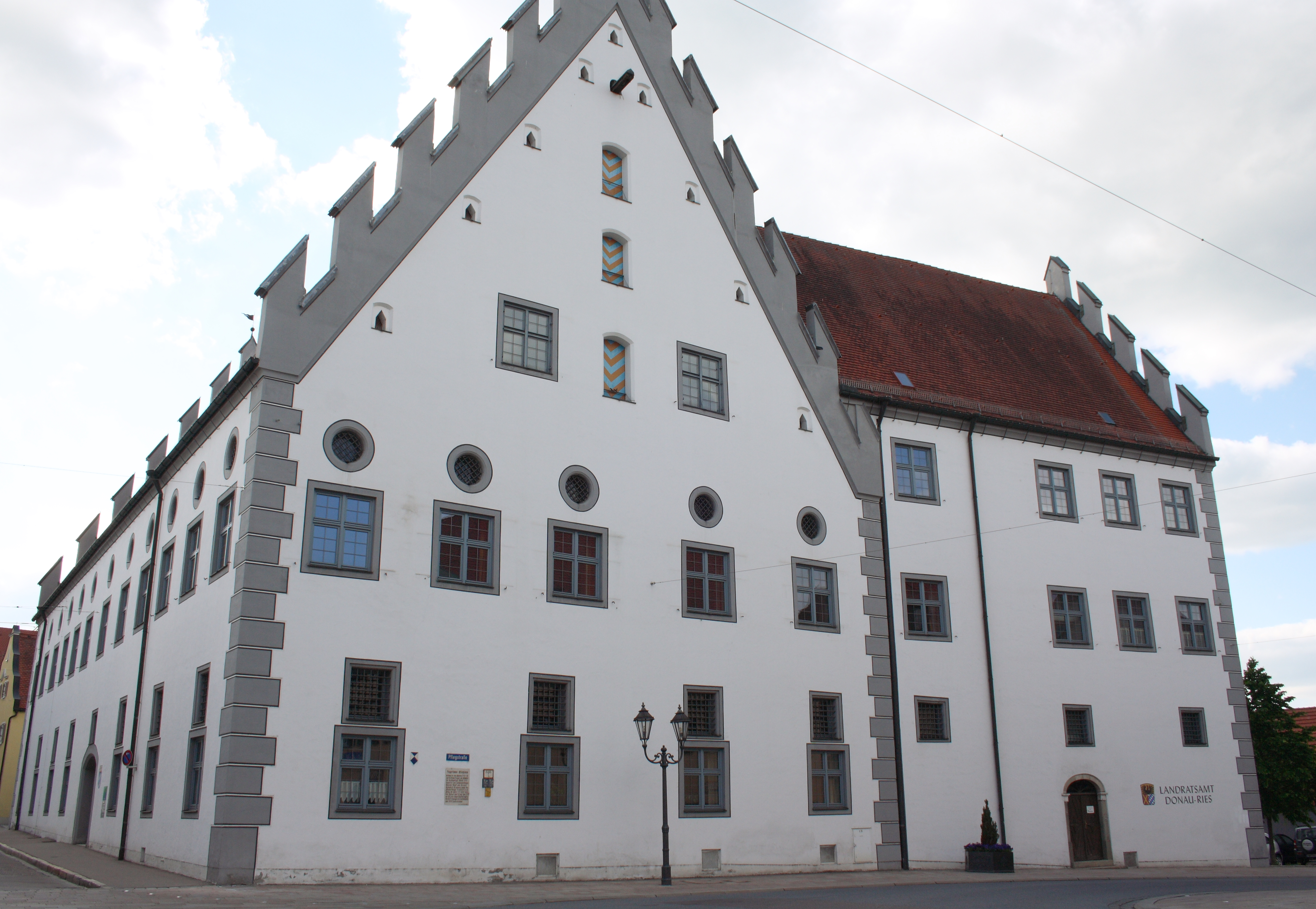
Fuggerhaus in Donauwörth, heute Landratsamt

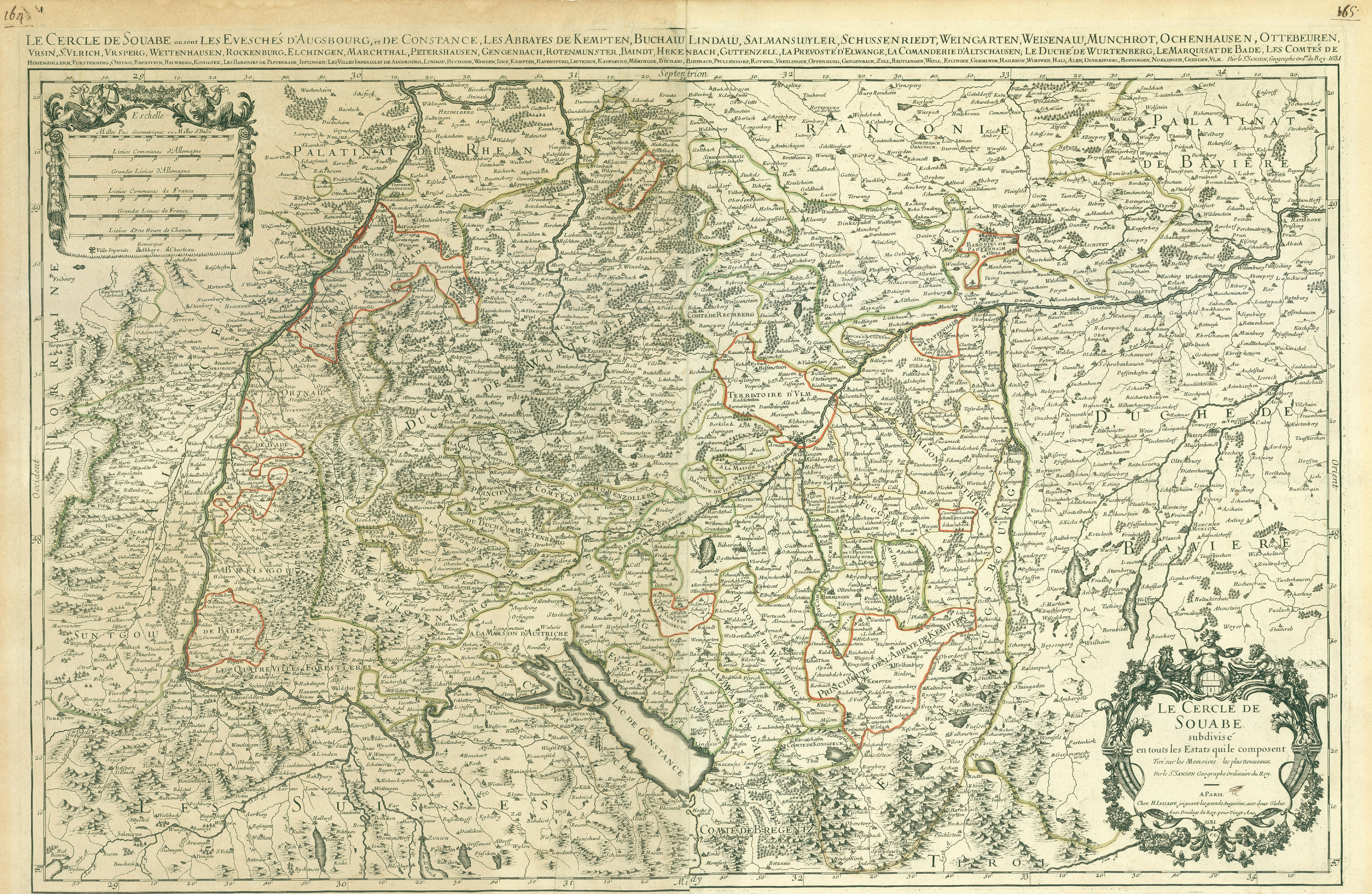
Historische Landkarte vom Schwäbischen Reichskreis (um 1680)

Die Reichspflege Wörth ging aus der von Kaiser Heinrich VI. (1165–1197) im Jahr 1193 gebildeten Vogtei Wörth hervor, zu der damals auch die Stadt Wörth, das heutige Donauwörth, gehörte. An der Spitze der Reichsvogtei stand ein königlicher Vogt aus dem Ministerialenstand. 
Die Reichspflege Wörth war ein mit der Hohen Gerichtsbarkeit und dem Geleitrecht ausgestatteter Bezirk des Schwäbischen Reichskreises südlich der Donau, der im Westen die Zusam und im Osten die Schmutter als Grenze hatte. Nördlich der Donau umfasste die Reichspflege das Dorf Riedlingen mit dem Spindelhof. Nicht alle Höfe des Gebietes gehörten zur Grundherrschaft der Reichspflege.
Im Jahr 1481 wurden Stadt und Land von König Friedrich III. (1415–1493) getrennt, nachdem die Donauwörther Bürger, die zuvor beides kontrollierten, ihm die Gefolgschaft verweigert hatten.
Im Jahr 1536 sicherte sich Anton Fugger für ein Pfand von 6600 Gulden die Reichspflege Wörth. Der strenggläubige Katholik war ein Statthalter gegen den aufkommenden Protestantismus. Das Fuggerhaus in Donauwörth diente ihm als Herrschaftssitz. 
Im Jahr 1597 wurde Georg Fugger Besitzer der Reichspflege Wörth. Im Gegensatz zu Anton Fugger, der selbst nicht in Donauwörth wohnte und die Geschäfte von einem Pfleger führen ließ, zog Georg Fugger in das repräsentative Haus ein. Der katholische Fugger mischte sich In den Religionsstreit zwischen den Lutherischen und den Katholiken in Donauwörth  ein. 
Im Jahr 1664 entließen die Fugger zugunsten des Klosters Kaisheim das Dorf Riedlingen aus dem Verband der Reichspflege und erhielten dafür die Güter des Klosters im restlichen Gebiet der Reichspflege.
Graf Marquard Eustach Fugger musste 1723 die Reichspflege Wörth an die Stadt Donauwörth für den Preis von 183.194 Gulden verkaufen. Im Jahr 1739 verkaufte die Stadt die Pflege dem Kurfürsten, ihrem Landesherrn. Sie blieb bis 1806 als eigenes Territorium erhalten und wurde danach in das Landgericht Donauwörth eingegliedert.